# CCR Medley
CCR Medley è una raccolta dei Creedence Clearwater Revival, pubblicata nel luglio 2005 dalla Golden Dance Class.

## Tracce
1. Proud Mary
2. Born On The Bayou
3. Who'll Stop The Rain
4. Lodi
5. I Heard It Through The Grapevine
6. The Midnight Special
7. Hey Tonight
8. Up Around The Bend
9. I Heard It Through The Grapevine

## Formazione
- John Fogerty - chitarra, voce
- Tom Fogerty - chitarra
- Doug Clifford - batteria
- Stu Cook - basso